# Замок Дрого
Замок Дрого (англ. Castle Drogo) — усадьба и замок в стиле ревайвализма рядом с Дрюстейнтоном, графство Девон, Англия. Возведён в 1911—1930 годах для успешного предпринимателя Джулиуса Дрю и является последним замком, построенным в Англии. Дрю выбрал это место, поскольку полагал, что здесь в Средневековье находились владения его предполагаемого предка Дрого де Тенье. Архитектором для воплощения своей мечты в реальность он выбрал Эдвина Лаченса, который тогда находился на пике своей карьеры. Лаченсу не пришлась по вкусу идея Дрю построить замок, но, несмотря на это, он спроектировал одно из своих лучших зданий. Архитектурный критик Кристофер Хасси так отзывался о результате: «В конечном итоге, Дрого оправдывает себя тем, что он не притворяется замком. Он является замком по форме и содержанию, возведённым из гранита на горе в двадцатом веке».
Замок был передан Национальному фонду в 1974 году и является первым на попечении фонда зданием, построенным в XX веке. Памятником архитектуры первой категории. Сады вокруг замка включены во вторую категорию Национального реестра исторических парков и садов.